# Halterofília als Jocs Olímpics d'estiu de 2020
L'halterofília és un dels esports que es disputaren als Jocs Olímpics d'Estiu de 2020, realitzats a la ciutat de Tòquio, Japó. Es disputaren catorze proves d'halterofília, set en categoria masculina i set en cateogira femenina. Programat inicialment pel 2020, els Jocs es van ajornar per la pandèmia de COVID-19 i es van reprogramar pel 2021. La competició tindrà lloc al Tokyo International Forum.
Respecte els anteriors Jocs es va reduir les proves de 15 a 14, amb una prova masculina menys. El juliol del 2018 la IWF anuncià la nova llista de categoria de pesos.

## Calendari
| Data             | 24 jul | 25 jul | 26 jul | 27 jul | 28 jul | 29 jul | 30 jul | 31 jul | 1 ago | 2 ago | 3 ago | 4 ago |
| ---------------- | ------ | ------ | ------ | ------ | ------ | ------ | ------ | ------ | ----- | ----- | ----- | ----- |
| - 61 kg masculí  |        | F      |        |        |        |        |        |        |       |       |       |       |
| - 67 kg masculí  |        | F      |        |        |        |        |        |        |       |       |       |       |
| - 73 kg masculí  |        |        |        |        | F      |        |        |        |       |       |       |       |
| - 81 kg masculí  |        |        |        |        |        |        |        | F      |       |       |       |       |
| - 96 kg masculí  |        |        |        |        |        |        |        | F      |       |       |       |       |
| - 109 kg masculí |        |        |        |        |        |        |        |        |       |       | F     |       |
| + 109 kg masculí |        |        |        |        |        |        |        |        |       |       |       | F     |
| - 49 kg femení   | F      |        |        |        |        |        |        |        |       |       |       |       |
| - 55 kg femení   |        |        | F      |        |        |        |        |        |       |       |       |       |
| - 59 kg femení   |        |        |        | F      |        |        |        |        |       |       |       |       |
| - 64 kg femení   |        |        |        | F      |        |        |        |        |       |       |       |       |
| - 76 kg femení   |        |        |        |        |        |        |        |        | F     |       |       |       |
| - 87 kg femení   |        |        |        |        |        |        |        |        |       | F     |       |       |
| + 87 kg femení   |        |        |        |        |        |        |        |        |       | F     |       |       |

## Participants
- Albània (2)
- Alemanya (3)
- Algèria (1)
- Aràbia Saudita (1)
- Armènia (2)
- Austràlia (5)
- Àustria (2)
- Bèlgica (2)
- Belarús (2)
- Botswana (1)
- Brasil (2)
- Bulgària (2)
- Camerun (2)
- Canadà (2)
- Colòmbia (3)
- Corea del Sud (8)
- Cuba (4)
- República Dominicana (2)
- Equador (4)
- Espanya (4)
- Estats Units (8)
- Filipines (2)
- França (4)
- Geòrgia (4)
- Ghana (1)
- Grècia (1)
- Hongria (1)
- Índia (1)
- Indonèsia (5)
- Iran (2)
- Israel (1)
- Itàlia (4)
- Japó (7)
- Kazakhstan (2)
- Kirguizstan (1)
- Letònia (2)
- Líban (1)
- Lituània (1)
- Madagascar (2)
- Malta (1)
- Marroc (1)
- Maurici (1)
- Mèxic (4)
- Moldàvia (1)
- Mongòlia (1)
- Nauru (1)
- Nicaragua (1)
- Nova Zelanda (5)
- Oman (1)
- Països Baixos (1)
- Pakistan (1)
- Palestina (1)
- Papua Nova Guinea (2)
- Perú (1)
- Polònia (3)
- Refugiats olímpics (1)
- Regne Unit (4)
- R.P. de la Xina (8)
- ROC (2)
- Salomó (1)
- Samoa Americana (1)
- Síria (1)
- Suècia (1)
- Tonga (1)
- Tunísia (5)
- Turkmenistan (5)
- Turquia (2)
- Txèquia (1)
- Ucraïna (2)
- Uzbekistan (4)
- Veneçuela (4)
- Vietnam (2)
- Xile (2)
- Xina Taipei (7)

## Resum de medalles

### Categoria masculina
| Proves          | Or                     | Or        | Plata                      | Plata  | Bronze                      | Bronze |
| 61 kg detalls   | Li Fabin (CHN)         | 313 kg RO | Eko Yuli Irawan (INA)      | 302 kg | Igor Son (KAZ)              | 294 kg |
| 67 kg detalls   | Chen Lijun (CHN)       | 332 kg RO | Luis Javier Mosquera (COL) | 331 kg | Mirko Zanni (ITA)           | 322 kg |
| 73 kg detalls   | Shi Zhiyong (CHN)      | 364 kg RM | Julio Mayora (VEN)         | 346 kg | Rahmat Erwin Abdullah (INA) | 342 kg |
| 81 kg detalls   | Lü Xiaojun (CHN)       | 374 kg RO | Zacarías Bonnat (DOM)      | 367 kg | Antonino Pizzolato (ITA)    | 365 kg |
| 96 kg detalls   | Fares Ibrahim (QAT)    | 402 kg RO | Keydomar Vallenilla (VEN)  | 387 kg | Anton Pliesnoi (GEO)        | 387 kg |
| 109 kg detalls  | Akbar Djuraev (UZB)    | 430 kg RO | Simon Martirosyan (ARM)    | 423 kg | Artūrs Plēsnieks (LAT)      | 410 kg |
| 109+ kg detalls | Lasha Talakhadze (GEO) | 488 kg RM | Ali Davoudi (IRI)          | 441 kg | Man Asaad (SYR)             | 424 kg |

### Categoria femenina
| Proves         | Or                   | Or        | Plata                       | Plata  | Bronze                    | Bronze |
| 49 kg detalls  | Hou Zhihui (CHN)     | 210 kg RO | Saikhom Mirabai Chanu (IND) | 202 kg | Windy Cantika Aisah (INA) | 194 kg |
| 55 kg detalls  | Hidilyn Diaz (PHI)   | 224 kg RO | Liao Qiuyun (CHN)           | 223 kg | Zulfiya Chinshanlo (KAZ)  | 213 kg |
| 59 kg detalls  | Kuo Hsing-chun (TPE) | 236 kg RO | Polina Guryeva (TKM)        | 217 kg | Mikiko Ando (JPN)         | 214 kg |
| 64 kg detalls  | Maude Charron (CAN)  | 236 kg    | Giorgia Bordignon (ITA)     | 232 kg | Chen Wen-huei (TPE)       | 230 kg |
| 76 kg detalls  | Neisi Dajomes (ECU)  | 263 kg    | Katherine Nye (USA)         | 249 kg | Aremi Fuentes (MEX)       | 245 kg |
| 87 kg detalls  | Wang Zhouyu (CHN)    | 270 kg    | Tamara Salazar (ECU)        | 263 kg | Crismery Santana (DOM)    | 256 kg |
| 87+ kg detalls | Li Wenwen (CHN)      | 320 kg RO | Emily Campbell (GBR)        | 283 kg | Sarah Robles (USA)        | 282 kg |

## Medaller
| Posició | País                 | Or | Plata | Bronze | Total |
| 1       | R.P. de la Xina      | 7  | 1     | 0      | 8     |
| 2       | Equador              | 1  | 1     | 0      | 2     |
| 3       | Xina Taipei          | 1  | 0     | 1      | 2     |
| 3       | Geòrgia              | 1  | 0     | 1      | 2     |
| 5       | Canadà               | 1  | 0     | 0      | 1     |
| 5       | Filipines            | 1  | 0     | 0      | 1     |
| 5       | Qatar                | 1  | 0     | 0      | 1     |
| 5       | Uzbekistan           | 1  | 0     | 0      | 1     |
| 9       | Veneçuela            | 0  | 2     | 0      | 2     |
| 10      | Indonèsia            | 0  | 1     | 2      | 3     |
| 10      | Itàlia               | 0  | 1     | 2      | 3     |
| 12      | República Dominicana | 0  | 1     | 1      | 2     |
| 12      | Estats Units         | 0  | 1     | 1      | 2     |
| 14      | Armènia              | 0  | 1     | 0      | 1     |
| 14      | Colòmbia             | 0  | 1     | 0      | 1     |
| 14      | Regne Unit           | 0  | 1     | 0      | 1     |
| 14      | Índia                | 0  | 1     | 0      | 1     |
| 14      | Iran                 | 0  | 1     | 0      | 1     |
| 14      | Turkmenistan         | 0  | 1     | 0      | 1     |
| 20      | Kazakhstan           | 0  | 0     | 2      | 2     |
| 21      | Japó                 | 0  | 0     | 1      | 1     |
| 21      | Letònia              | 0  | 0     | 1      | 1     |
| 21      | Mèxic                | 0  | 0     | 1      | 1     |
| 21      | Síria                | 0  | 0     | 1      | 1     |
| Total   | Total                | 14 | 14    | 14     | 42    |